# غراسيلا غوتيريز ماركس
غراسيلا غوتيريز ماركس (بالإسبانية: Graciela Gutierrez Marx)‏ هي ناشِطة وفنانة أرجنتينية، ولدت في 1945.